# Hurricane (Cradle to the Grave)
  Hurricane (Cradle to the Grave) è un singolo della cantante giamaicana Grace Jones pubblicato nel 1997.

## Descrizione
Il brano è una collaborazione tra la cantante e il musicista britannico Tricky durante le sessioni dell album Force of Nature, che avrebbe dovuto essere pubblicato nel 1998. In seguito ai dissapori intercorsi tra i due artisti durante la realizzazione, l'album non vide mai la luce ed il singolo ricevette una distribuzione limitata in un promo White label, con due remix ad opera di DJ Emily
La canzone fu ripresa e rimaneggiata dalla Jones dieci anni dopo durante le sessioni dell'album Hurricane, pubblicato nel 2008. 

## Tracce
- 12" single

A. "Cradle to the Grave" (The Hurricane Mix #1) – 9:56
B. "Cradle to the Grave" (The Hurricane Mix #2) – 7:54